# Elecciones municipales de 2023 en Huelva
Las elecciones municipales de 2023 se celebraron en la ciudad de Huelva, así como en toda España el domingo 28 de mayo de 2023 de acuerdo con el Real Decreto de convocatoria de elecciones locales en España  dispuesto el 3 de abril de 2023 y publicado en el Boletín Oficial del Estado el 4 de abril. Se eligieron los 27 concejales del pleno del Ayuntamiento de Huelva, a través de un sistema proporcional (método d'Hondt), con listas cerradas y un umbral electoral del 5 %.